# Hoplia dubia
Hoplia dubia är en skalbaggsart som beskrevs av Rossi 1790. Hoplia dubia ingår i släktet Hoplia och familjen Melolonthidae. Inga underarter finns listade i Catalogue of Life.